# Amphiprion
Amphiprion es un género de peces de la familia Pomacentridae en el orden de los Perciformes.

## Especies
Se reconocen las siguientes 30 especies:
- Amphiprion akallopisos. (Bleeker, 1853)
- Amphiprion akindynos. (Allen, 1972)
- Amphiprion allardi. (Klausewitz, 1970)
- Amphiprion barberi. (Allen, Drew & Kaufman, 2008)
- Amphiprion biaculeatus (Bloch, 1790)
- Amphiprion bicinctus. (Rüppell, 1830)
- Amphiprion chagosensis. (Allen, 1972)
- Amphiprion chrysogaster. (Cuvier, 1830)
- Amphiprion chrysopterus. (Cuvier, 1830)
- Amphiprion clarkii. (Bennett, 1830)
- Amphiprion ephippium. (Bloch, 1790)
- Amphiprion frenatus. (Brevoort, 1856)
- Amphiprion fuscocaudatus . (Allen, 1972)
- Amphiprion latezonatus . (Waite, 1900)
- Amphiprion latifasciatus . (Allen, 1972)
- Amphiprion leucokranos . (Allen, 1973)
- Amphiprion mccullochi . (Whitley, 1929)
- Amphiprion melanopus. (Bleeker, 1852)
- Amphiprion nigripes. (Regan, 1908)
- Amphiprion ocellaris. (Cuvier, 1830)[2]
- Amphiprion omanensis . (Allen & Mee, 1991)
- Amphiprion pacificus . (Allen, Drew & Fenner, 2010)
- Amphiprion percula. (Lacepède, 1802)
- Amphiprion perideraion. (Bleeker, 1855)
- Amphiprion polymnus. (Linnaeus, 1758)
- Amphiprion rubrocinctus. (Richardson, 1842)
- Amphiprion sandaracinos. (Allen, 1972)
- Amphiprion sebae. (Bleeker, 1853)
- Amphiprion thiellei . (Burgess, 1981)
- Amphiprion tricinctus. (Schultz & Welander, 1953)

## Alimentación
Omnívoros, se alimentan de los parásitos y bacterias de otros peces, y también, de restos orgánicos y detritos vegetales, algas o larvas. También aceptan toda clase de alimentos, tanto mysis y artemia, como disecado, macroalgas, etc.